# 表演工作坊
表演工作坊（英語：Performance Workshop），簡稱表坊，由李國修、李立群、賴聲川共同創立，於1984年11月在賴聲川位於台北市陽明山的住家客廳成立。

## 簡介
表演工作坊以演出原創作品為主，也曾製作演出世界劇場著名作品，皆為世界中文首演。也是台灣第一個將達里奧·福的劇本搬上舞台的劇團。
自1985年創團以來的《那一夜，我們說相聲》一系列的相聲作品，更促成了傳統戲劇以創意手法復甦，被劇評家形容為「成功地在藝術與通俗娛樂之間搭起橋梁」。1986年，表演工作坊因作品《暗戀桃花源》獲頒「中華民國表演藝術獎」，頒獎評論中，評審們有如下之評語：「表演工作坊結合國內一流舞臺劇演員，突破近年來國內舞臺戲劇演出陳陳相因之舞臺瓶頸。在取材上別出心裁，更以最經濟的舞臺裝飾，表現了豐富的舞臺效果，成功的將『精緻藝術』與『大眾文化』巧妙結合。表演工作坊堅持嚴謹、創新，歷次演出不僅獲得觀眾熱烈迴響，因而刺激了國內新劇團的成立，豐富並題昇了國內舞臺表演藝術及戲劇創作領域，為我國戲劇開拓了新而可行的道路。」 
此後，《暗戀桃花源》被田本相譽為與老舍《茶館》、曹禺《雷雨》並列為百年華文戲劇經典作品，《紐約時報》整版報導，譽為「可能是當代中國最受歡迎的舞台劇」，《國際日報》也譽為「中國當代舞台劇藝術的高峰」，《今日北京》譽為中文劇場創造出「一個新的文法」 。
除了新作品的創作演出之外，自1989年起亦展開海外巡迴演出。1998年起，演出與創作亦跨海至中國大陸。
美國《新聞週刊》（Newsweek）曾以表演工作坊的演出為例，證明「台灣的藝術家」正在創作「全亞洲最大膽的中國藝術」，《遠東經濟評論》（Far Eastern Economic Review）也稱讚表演工作坊為「中國語文世界中最精彩的劇場」。

## 發展歷史
1984年11月，表演工作坊由賴聲川和丁乃竺於台北陽明山家中成立。
1985年，推出創團作品《那一夜，我們說相聲》。這部實驗性強、難以歸類的新舞台劇，用「笑聲背後的哲思」 拯救了台灣當時日漸凋零的相聲藝術，創下台灣舞台劇的演出紀錄，形成一個熱烈的文化現象。
1986年，表演工作坊推出古今交錯、悲喜參雜的經典劇目《暗戀桃花源》，獨特的內容再度造成轟動，並於1991年、1999年、2006年、2010年及2012年五度重演。1992年改編成電影，榮獲1992年東京國際影展青年導演競賽銀櫻獎、1993年柏林影展卡里加里獎等。
1998年，表演工作坊的創作與演出，跨海前進中國大陸，包括1998年《紅色的天空》北京版。2002年，表演工作坊獲邀參與《中國中央電視台春節聯歡晚會》，是臺灣表演團體首次獲邀在10億觀眾前演出。
2000年，表演工作坊成立了外表坊時驗團，建起一個由年輕人參與的全新平臺，透過實驗性的表演，讓年輕劇場工作者有磨鍊身手與對外發聲的空間。
2005年，表演工作坊在臺灣首演7小時的劇場史詩型鉅作《如夢之夢》。
2006年，表演工作坊與明華園合作再次演繹經典戲碼《暗戀桃花源》，於當年11月11日創下演出100場之紀錄！
2007年，由賴聲川導演、香港話劇團於香港演出的《暗戀桃花源》，與2006年的北京版合併為「兩岸三地版」，成為香港最熱門的演出，創下香港話劇團在香港文化中心大劇院連演18場的紀錄，成為當年兩岸三地話劇界最值得紀錄的盛事。另外，久未拍電影的表演工作坊電影有限公司在2008年完成了電影《這兒是香格里拉》，由丁乃箏編劇、導演，朱芷瑩主演。
2008年9月，由賴聲川編劇、導演、舞臺設計的作品《陪我看電視》於深圳首演，是賴聲川第一次在大陸從事集體即興創作，於北京、上海、蘇州、杭州巡演，至今演出30場。同年12月，在臺北國家戲劇院推出年度大戲《寶島一村》，獲得熱烈迴響，在臺灣各地巡迴演出且不斷加演，在媒體和網路引爆許多對於該劇主題「眷村記憶」的討論，更重啓世界華人50年來的青春記憶。
2010年4月，丁乃箏編導的《彈琴說愛》於臺北、臺中、臺南、高雄巡迴演出，同年12月受邀赴大陸巡迴演出。6月，《寶島一村》三度於臺北加演。2010年7月推出《快樂不用學》，由香港話劇團委託創作的《水中之書》改編而來，這部探索心靈的舞台劇深獲好評，被形容「是一趟詩意的自我探索之旅」。
2011年，表演工作坊持續耕耘舞臺劇領域，《寶島一村》接連至美國洛杉磯、舊金山、澳門巡迴演出。2月，受交通部觀光局委託，擔任「臺灣燈會」之總顧問團隊，創下12天共800萬參觀人次之紀錄。3月，推出《那一夜，在旅途中說相聲》，藉由旅行中的話題，深入內心，環遊世界，再創表演工作坊相聲神話。8月，《彈琴說愛》再度於台北加演，並於12月前往大陸巡迴。10月受文建會委託，編創《辛亥百年晚會》。同月，《寶島一村》首次挑戰大型戶外公演，於高雄衛武營藝術文化中心寫下觀賞人次2場超過4萬人的紀錄。11月，《寶島一村》再度赴大陸巡迴演出，累積場次超過120場，觀眾人次突破20萬人。
2012年，《那一夜，在旅途中說相聲》受邀至新加坡濱海藝術中心參與「2012華藝節」演出。2月，表演工作坊推出丁乃箏導演「戲劇＋舞蹈」跨界整合作品《這是真的。》，同年赴大陸巡迴演出。9月，《寶島一村》再度受邀至新加坡濱海藝術中心演出，為新加坡濱海藝術中心成立10週年的重要節目之一。10月，《寶島一村》再赴大陸巡迴演出，至2013年為止，累積演出場次超過150場。
2013年，表演工作坊推出暌違8年的劇場史詩《如夢之夢》，於北京、烏鎮、上海、台北、深圳、新加坡等地巡迴演出。美國知名評論人強納森・蓋爾博（Jonathan Kalb）盛贊《如夢之夢》「打破了劇場演出常規，讓觀眾意猶未盡甚至渴望更多⋯⋯賴聲川將佛法的知識與詩意以一種纖細而敏銳的方式羅織進《如夢之夢》，它的力道悄悄潛入你的身體，直到你臉上發現無以名狀的淚痕」。
2018年9月27日，寬宏藝術公告，預計以每股新臺幣168元價格取得表演工作坊43%股權，投資金額約新臺幣7996萬餘元。

## 理念
以原創劇作反映當代社會現況與全球關心的議題，是表演工作坊始終不變的焦點方向。包括創團作《那一夜，我們說相聲》及華文劇場經典劇目《暗戀桃花源》，表演工作坊成立將近30年，不斷推出新舞台劇作品，例如1987年《圓環物語》、1987年台灣首部大型音樂劇《西遊記》、1988年《開放配偶（非常開放！）》、1989年《回頭是彼岸》、1989年《這一夜，誰來說相聲》、1991年《台灣怪譚》、1994年《紅色的天空》、1998年《我和我和他和他》、1999年《十三角關係》、2000年《這兒是香格里拉》、2003年《在那遙遠的星球，一粒砂》、2003年《亂民全講》，以及近年來最受矚目的環形劇場心靈史詩作品2005年《如夢之夢》、2007年《如影隨行》等。
此外，表演工作坊也大膽改編西方著名劇作以中文演出，像1996年《新世紀，天使隱藏人間》，1995年義大利傳統藝術喜劇改編的《一夫二主》和2004年《威尼斯雙胞案》等，取材自諾貝爾文學獎得主義大利劇作家達里奧・福的瘋狂社會暴動喜劇1995年《意外死亡（非常意外！）》和1998年《絕不付帳！》以及貝克特的現代經典2001年《等待狗頭》。

## 獲頒獎項
- 表演工作坊
  - 1986年中華民國表演藝術獎
  - 2007年台北文化獎
- 暗戀桃花源電影版
  - 1992年東京國際影展銀櫻獎
  - 1992年金馬獎最佳編劇（改編）（賴聲川）、最佳男配角（顧寶明）
  - 1993年柏林影展『導演論壇』卡里加里獎（Caligari Prize）
  - 1993年新加坡國際影展最佳影片、最佳導演、飛比西國際評審團獎

## 舞台劇作品
- 1985年：那一夜，我們說相聲
- 1986年：暗戀桃花源
- 1987年：圓環物語
- 1987年：今之昔
- 1987年：西遊記
- 1988年：開放配偶（非常開放！）
- 1989年：回頭是彼岸
- 1989年：這一夜，誰來說相聲？
- 1990年：非要住院
- 1990年：如果在冬夜一個旅人
- 1990年：來，大家一起來跳舞
- 1991年：台灣怪譚
- 1991年：暗戀桃花源
- 1992年：推銷員之死
- 1993年：廚房鬧劇
- 1993年：那一夜，我們說相聲
- 1994年：戀馬狂
- 1994年：紅色的天空
- 1994年：時間與房間
- 1995年：一夫二主
- 1995年：意外死亡（非常意外！）
- 1996年：情聖正傳
- 1996年：新世紀，天使隱藏人間
- 1997年：運將，黑道，狗和他的老婆們
- 1997年：又一夜，他們說相聲
- 1998年：我和我和他和他
- 1998年：絕不付帳！
- 1998年：紅色的天空-北京版
- 1999年：十三角關係
- 1999年：暗戀桃花源
- 2000年：千禧夜，我們說相聲
- 2000年：菩薩之三十七種修行之李爾王
- 2000年：這兒是香格里拉
- 2001年：一婦五夫？！
- 2001年：等待狗頭
- 2002年：他和他的兩個老婆（大陆演出版改名为：他没有两个老婆）
- 2002年：張愛玲，請留言
- 2003年：永遠的微笑
- 2003年：在那遙遠的星球，一粒沙
- 2003年：亂民全講
- 2003年：快樂王子
- 2004年：出氣筒
- 2004年：威尼斯雙胞案
- 2005年：這一夜，Women說相聲
- 2005年：如夢之夢
- 2006年：暗戀桃花源（與明華園戲劇團合演）
- 2007年：如影隨行
- 2008年：寶島一村
- 2009年：陪我看電視
- 2009年：彈琴說愛
- 2010年：快樂不用學
- 2011年：那一夜，在旅途中說相聲
- 2012年：這是真的。
- 2013年：如夢之夢
- 2015年：愛朦朧，人朦朧
- 2016年：新龍門客棧
- 2016年：暗戀桃花源三十週年紀念版
- 2018年：台北男女
- 2019年：藍馬
- 2019年：遇見自己
- 2019年：花吃花
- 2019年：水中之書
- 2019年：暗戀桃花源
- 2020年：絕不付帳
- 2020年：這一夜，誰來說相聲？
- 2021年：一夫二主
- 2021年：江/雲·之/間
- 2022年：如夢之夢
- 2022年：圓環物語
- 2023年：艾迪亞曾經在此
- 2023年：隱藏的寶藏
- 2024年：張愛玲的最後一夜

## 電視作品
- 1995年-1998年：超視《我們一家都是人》
- 2004年：中視《我們兩家都是人》

## 電影作品
- 1991年：《暗戀桃花源》
- 1994年：《飛俠阿達》
- 2009年：《這兒是香格里拉》

## 外部連結
- 表演工作坊官方網站 （页面存档备份，存于）
- 表演工作坊的Facebook專頁
- YouTube上的表演工作坊頻道